# Lichnoptera
Lichnoptera is een geslacht van vlinders van de familie Uilen (Noctuidae), uit de onderfamilie Pantheinae.

## Soorten
- L. albidiscata Dognin, 1912
- L. cavillator Walker, 1856
- L. decora Morrison, 1875
- L. gulo Herrich-Schäffer, 1850
- L. illudens Walker, 1856
- L. marmorifera Walker, 1865
- L. moesta Herrich-Schäffer, 1850
- L. moestoides Dognin, 1912
- L. primulina Dognin, 1912
- L. spissa Edwards, 1887